# Vohipaho
Vohipaho è una città e comune del Madagascar situata nel distretto di Vangaindrano, regione di Atsimo-Atsinanana. 
La popolazione del comune rilevata nel censimento 2001 era pari a 26 837 unità.